# Kościół Wniebowzięcia Najświętszej Maryi Panny w Łaniętach
Kościół Wniebowzięcia Najświętszej Maryi Panny – rzymskokatolicki kościół parafialny należący do parafii pod tym samym wezwaniem (dekanat Kutno – św. Wawrzyńca diecezji łowickiej).

## Historia

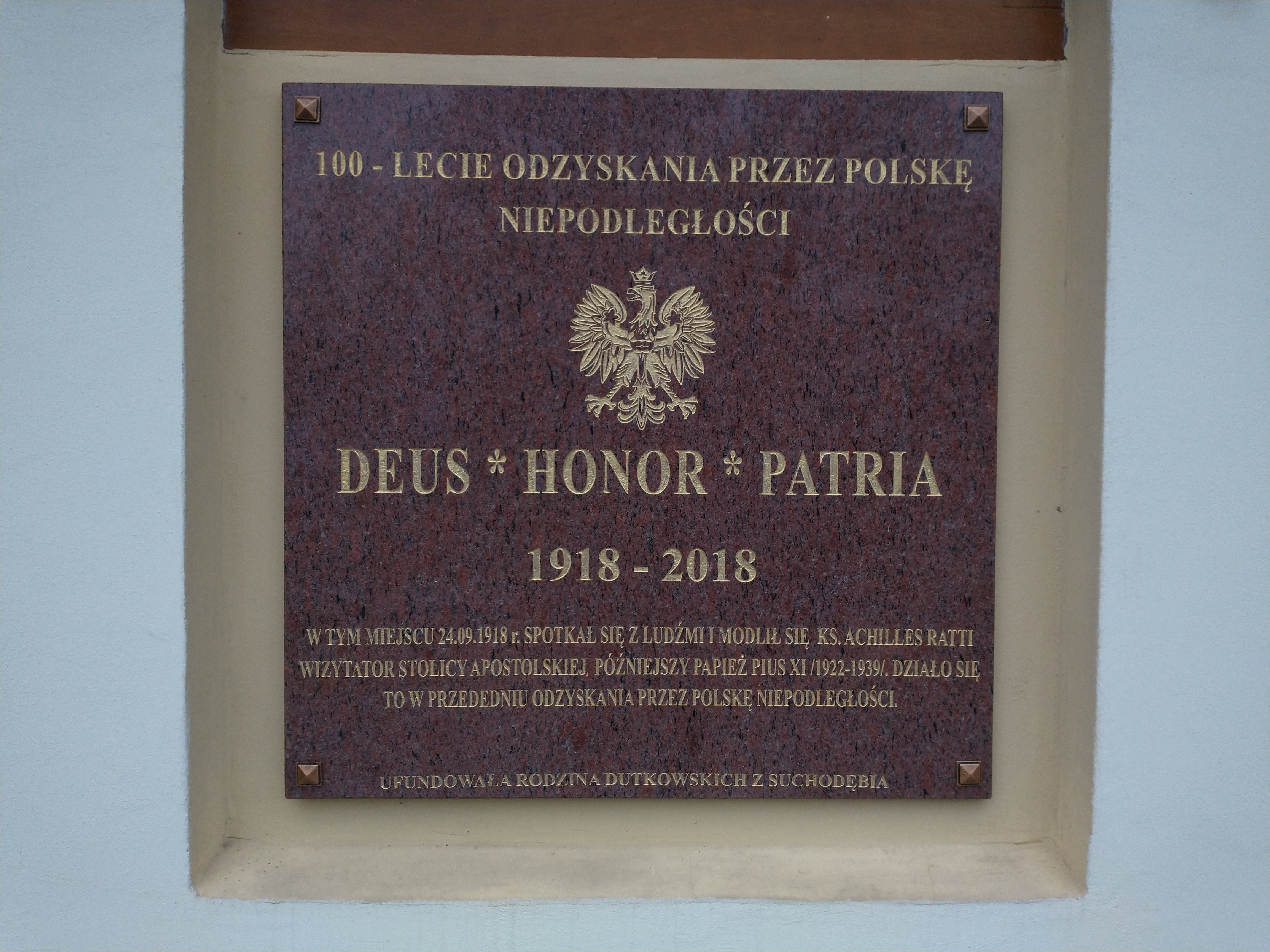
Tablica upamiętniająca wizytę Achille Rattiego

Pierwotna świątynia została wzniesiona w 1643 roku, dzięki staraniom Katarzyny Nieborowskiej. Oryginalnie był to kościół murowany, na planie kwadratu, mały i niewysoki. W takiej formie istniał przez kolejne 200 lat.
Obecna forma świątyni pochodzi z 1866 roku. Wtedy to, dzięki staraniom księdza kanonika Franciszka Marmo i kosztem właściciela Łaniąt, Rudolfa Skarżyńskiego, do pierwszej świątyni murowanej zostały dobudowane: prezbiterium, kruchta, zakrystia i loża. Z XVII-wiecznych murów starej świątyni zostało zachowane tyle, ile się tylko dało.
Nowo przebudowany kościół został konsekrowany w dniu 15 sierpnia 1880 roku przez biskupa kujawsko-kaliskiego Wincentego Teofila Popiela.
W czasie urzędowania księdza Piotra Frankiewicza, w dniu 24 września 1918 roku wizytę w świątyni złożył delegat apostolski Achille Ratti (późniejszy papież Pius XI). Przemówił do wiernych i udzielił im apostolskiego błogosławieństwa. Wydarzenie to jest upamiętnione płaskorzeźbą, wmurowaną w ścianę świątyni.

## Galeria

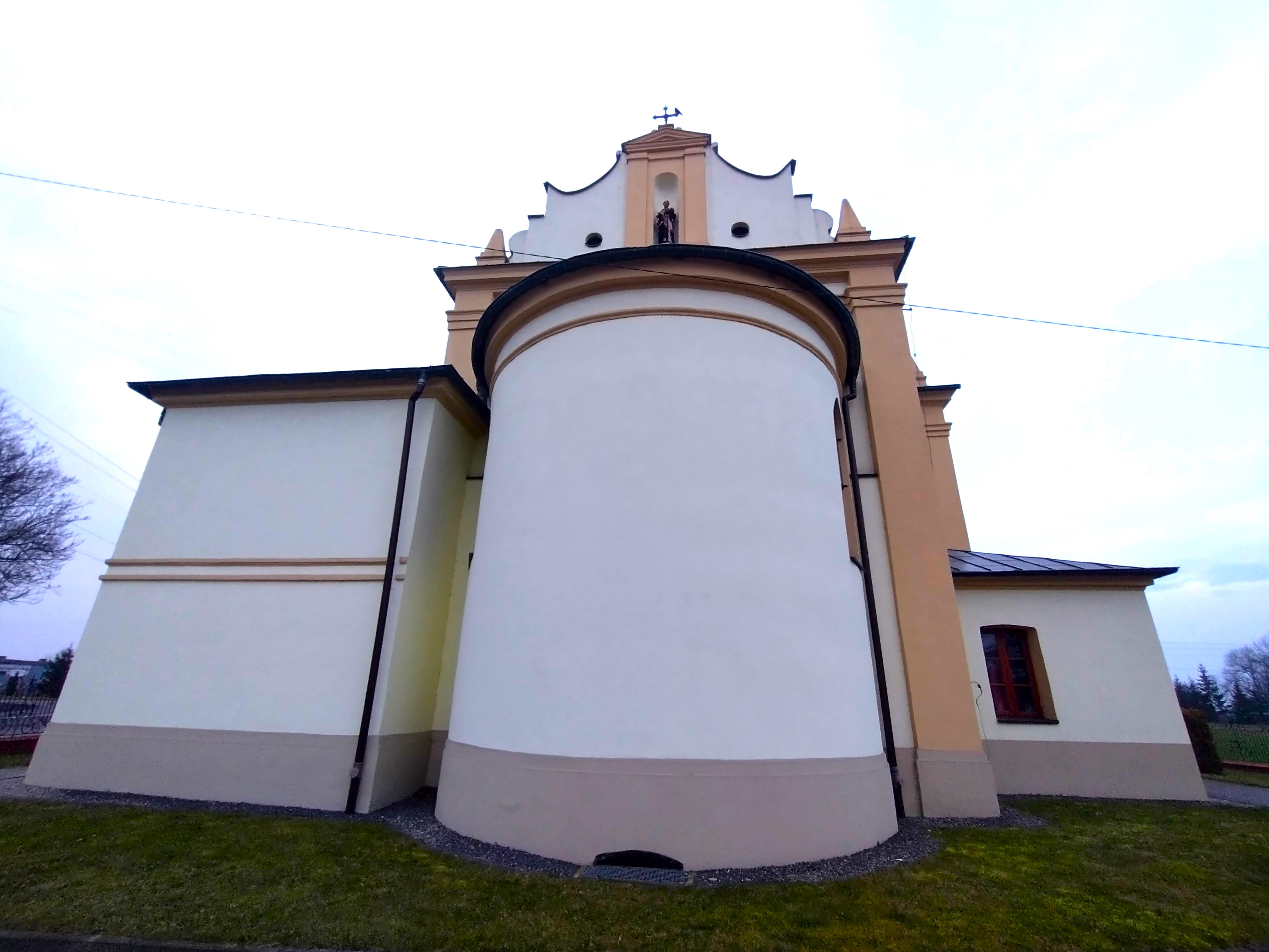
Widok od prezbiterium
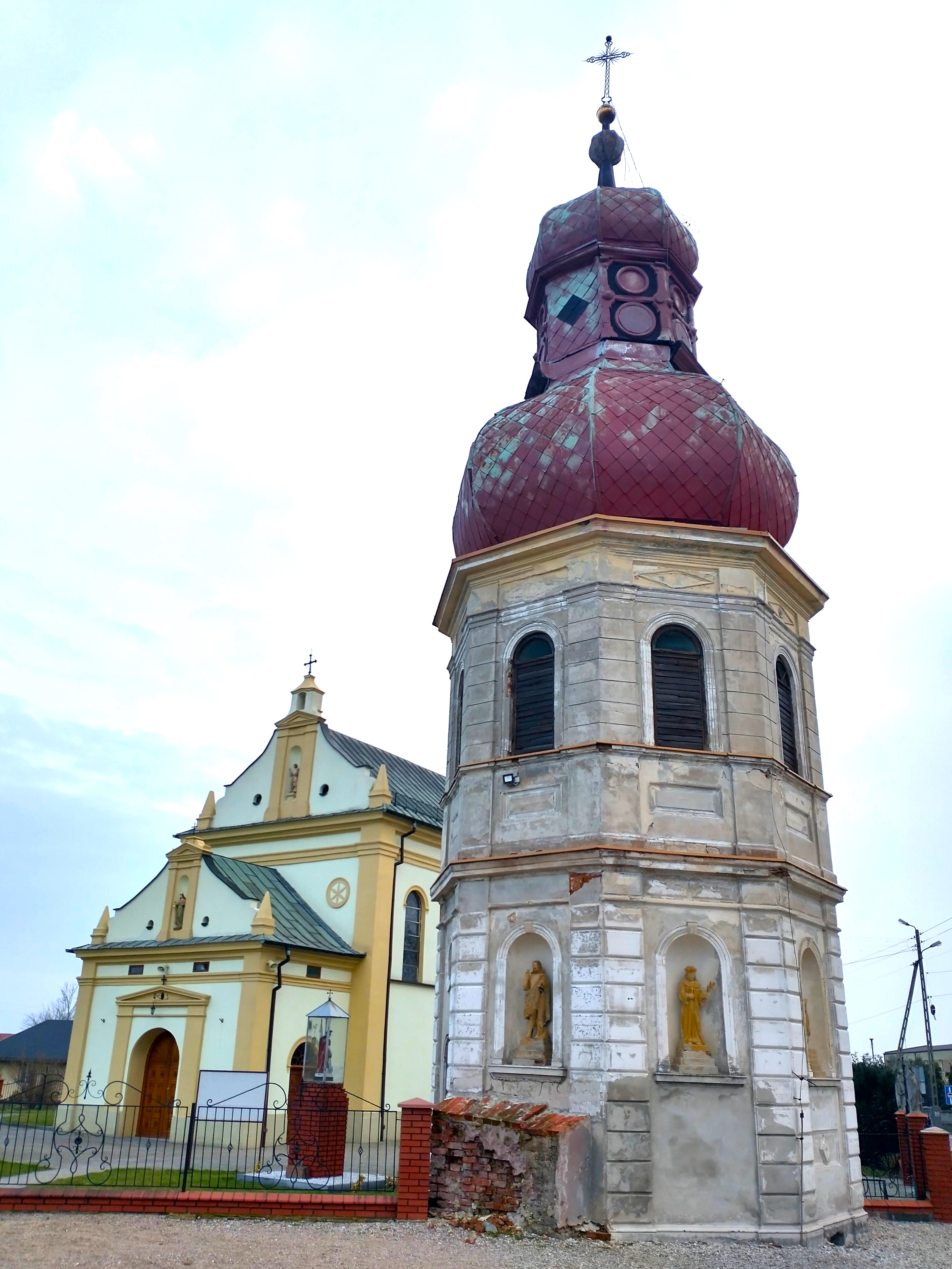
Dzwonnica
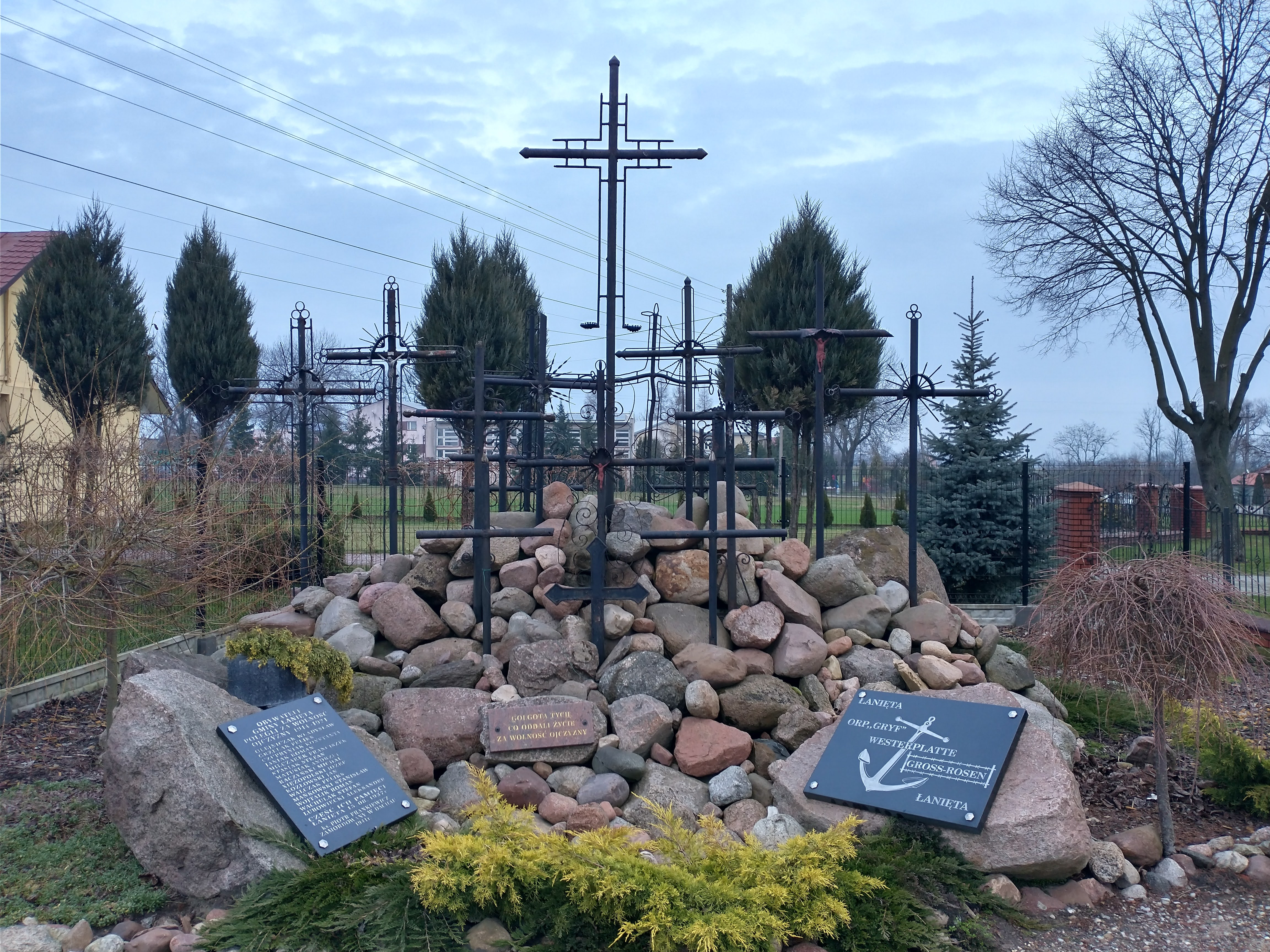
Pomnik ofiar wojen światowych